# De poppenpakker
De poppenpakker is het zevenentachtigste stripverhaal uit de reeks van Suske en Wiske. Het verhaal is geschreven en getekend door Paul Geerts. Het werd gepubliceerd in De Standaard en Het Nieuwsblad van 3 februari 1973 tot en met 16 juni 1973. 
De eerste albumuitgave in de Vierkleurenreeks was in januari 1974, met nummer 147.

## Locaties
- Antwerpen met poppenmuseum, Ardennen met duivelshoeve, poppenland met kasteel van Mefisto

## Personages
- Suske, Wiske met Schanulleke, tante Sidonia, Lambik, Jerom, professor Barabas, museumgids, Mefisto (de duivel), Semar[1] Wajang[2], Mama Rosetta en andere zigeuners, Stieros Zibsko en zijn vier broers, agenten, duiveltjes, draken, Pierrot, Patske, Jan Klaassen en Katrijn en andere poppen

## Uitvindingen
- De teletijdmachine

## Het verhaal
De vrienden vieren hun vakantie thuis in hun eigen stad Antwerpen en gaan daar naar een poppenmuseum. Lambik is zijn eigen strikje vergeten te zijn en neemt stiekem dat van een vreemde pop mee. De gids laat Jan Klaasen en  Katrijn zien. Dan vertelt de gids dat alle kwaad van de wereld is uitgebeeld in de pop van Mefisto, juist die waar Lambik het strikje van stal. De gids laat ook de beroemde Patske uit het "poppenspel van Pats" zien, samen met de hoofdfiguren uit Suske en Wiske en met poppen van de Reus, de Schele en de Kop eindigt de rondleiding. 
Het strikje van Lambik gaat thuis bewegen. Hij verbergt dit voor zijn vrienden en gaat tijdens een zware storm het huis uit. Dan belt de museumgids en meldt dat er poppen zijn gestolen. De portemonnee van Lambik is gevonden in het museum. Dan wordt de verbinding verbroken. In het museum vertelt de gids aan de vrienden dat Semar Wajang, een Javaanse poppenspeler, hem heeft neergeslagen. Als de gids over de legende van de poppen wil spreken, raakt hij bewusteloos. Jerom brengt hem naar het ziekenhuis. 
De vrienden zien thuis Semar Wajang. Schanulleke blijkt te zijn verdwenen, maar Wiske mag niet naar het popje op zoek. Wiske doet een slaapmiddel in de koffie van de anderen en gaat dan ’s nachts toch naar het museum. Dan blijkt Semar Wajang Lambik in vermomming te zijn. Lambik is onder invloed van iets kwaadaardigs en hij hangt Wiske aan een touw boven een brandende bak petroleum. Jerom en Suske komen bij het museum en Jerom kan Wiske nog net redden.  De vrienden gaan hierna naar het huis van Lambik. Op een bandrecorder heeft Lambik een bericht voor de anderen ingesproken: door het strikje van Mefisto is hij in diens verderfelijke macht geraakt en nu zoekt hij het poppenland. De vrienden gaan naar professor Barabas, die in een boek een oude gravure van Boheemse poppenspelende zigeuners uit de twaalfde eeuw vindt.
Jerom wordt naar het verleden gestuurd en komt in het kamp van deze zigeuners terecht. Mama Rosetta vertelt hem over de poppen die één week per jaar kunnen leven en dan levensgroot worden. Je moet in een waterput bij een duivelse hoeve afdalen om in het poppenland te geraken. Jerom wordt teruggeflitst en ziet op het scherm van de teletijdmachine de hoeve in de Ardennen. Lambik krijgt duiveltjes onder zijn hoede en gaat met een draak op weg. Hij hoort dat er feest wordt gevierd voor Schanulleke. Mefisto wil het eenvoudige poppetje om de kracht van de speelse onbezoedelde jeugd te bezitten. Suske, Wiske en Jerom komen aan bij de duivelshoeve en dalen af in de put. In het poppenland blijkt Pierrot verliefd te zijn op Schanulleke. Patske waarschuwt hen echter voor Lambik. Schanulleke wil niet dat Lambik het poppenland aanvalt en wil met Lambik meegaan, maar Pats en een agent willen niet dat Lambik zijn zin krijgt. Het draait uit op een gevecht.
Suske, Wiske en Jerom komen in het poppenland en horen van Schanulleke wat er aan de hand is. Ze komen aan in het brandende dorp, Jerom verslaat de duiveltjes en de brand in het poppenland wordt geblust. Lambik vlucht en vertelt Mefisto wat er is gebeurd en gaat met een enorme draak terug naar het poppenland. Jerom verslaat de draak en maakt er een blokkendoos van en de vrienden gaan naar het kasteel van Mefisto en zien dat hij Lambik wil doden. Schanulleke en Pierrot gaan naar het kasteel en gaan via de coulissen naar binnen. Lambik verwondt Pierrot met een zwaard, maar dan wordt Mefisto kwaad omdat Lambik de poppen alleen moest pakken. Schanulleke redt Lambik net voordat hij wordt geraakt door het zwaard van Mefisto en pakt zijn strikje af. Lambik wordt weer zichzelf en verslaat samen met Jerom Mefisto. Op dat moment eindigt de week van de betovering van de poppen; Pierrot leeft niet meer en alle poppen zijn verzameld door Lambik en Jerom, ze willen Mefisto veroordelen. Dan worden alle poppen weer gewone poppen en de vrienden gaan terug naar huis nu de week van de betovering van de poppen voorbij is. Lambik brengt de poppen terug naar het museum. Het strikje van Mefisto heeft hij in een vogelkooi gestopt, zodat het geen kwaad meer kan aanrichten.

## Achtergronden bij het verhaal
- Pats' Poppenspel kwam ook al voor in enkele eerdere Suske en Wiske-verhalen, zoals De circusbaron (1954) en Het hondenparadijs (1962). Er is hier steeds sprake van een soort autologie; de theatervoorstellingen in de verhalen zijn van andere Suske en Wiske-verhalen (zie ook de "vierde wand"). Sommige Suske en Wiske-verhalen werden reeds in de jaren zestig door Pats Poppenspel op tv gebracht. Pats was bovendien een eigen stripreeks van Vandersteen.
- Het poppenspelthema zou later ook weer terugkomen in De jokkende joker.